# Thiên hoàng Antoku
Antoku (安徳天皇Antoku-tennō) (22 tháng 12 năm 1178 - 25 tháng 4 năm 1185) là Thiên hoàng thứ 81 của Nhật Bản theo danh sách kế thừa truyền thống. Triều đại của ông kéo dài từ năm 1180 đến năm 1185

## Tường thuật truyền thống
Trước khi lên ngôi, ông có tên cá nhân của mình (imina) là Tokohito -shinnō (言仁親王). Ông cũng được biết đến như Kotohito -shinnō. 
Vừa ra đời được 1 tháng, Tokohito được Thiên hoàng phong làm Thái tử. Năm 1180, ông được ông nội chính thức đưa lên ngôi vị.

## Lên ngôi Thiên hoàng
Tháng 5/1180, sau khi cha là Thiên hoàng Takakura vừa thoái vị, vị thái tử nhỏ tuổi được ông ngoại là Taira no Kiyomori đưa lên ngôi và có hiệu là Thiên hoàng Antoku. Ông dùng lại niên hiệu Jisho (1180-1181) của cha.
Sau khi lên ngôi ít lâu, Thiên hoàng nhỏ tuổi đã chứng kiến cảnh "nồi da xáo thịt" khi dòng họ Minamoto do hai anh em là Minamoto no Yoritomo và Minamoto no Yoshitsune (có sự ủng hộ của họ Hojo) phát động cuộc chiến tranh tấn công vào họ Taira mà lịch sử Nhật Bản gọi là Chiến tranh Genpei (1180 - 1185), mục đích là giành quyền kiểm soát Thiên hoàng, hay nói đúng hơn là kiểm soát toàn nước Nhật Bản. Hoàng tộc của Antoku di chuyển khắp nơi để lánh nạn: Kobe, Hyogo, nhưng sau đó lại trở về Heian-kyō.
Nam 1183, trong khi phe Taira hết lòng phò tá cháu ngoại của Kiyomori là Thiên hoàng Antoku giữ vững ngôi vua, dòng họ Minamoto lập ngay em trai của tiểu Thiên hoàng là Thiên hoàng Go-Toba lên ngôi ở Tây Nam Nhật Bản để đối trọng với họ Taira. Cũng trong những năm 1183 - 1185, quân đội của họ Minamoto bắt đầu tấn công khắp nơi và đánh bại họ Taira nhiều trận liền. Bị thất bại liên tiếp, quân đội Taira đưa Thiên hoàng Antoku và hoàng tộc Nhật Bản chạy trốn về phía tây Nhật Bản.
Cuối tháng 4/1185, trong trận Dan no Ura, họ Minamoto đánh tan quân đội của Taira. Thất trận, nhiều quân lính Taira và cả hoàng tộc Nhật đều nhảy xuống biển tự vẫn. Ở phía triều đình, Thiên hoàng nhỏ tuổi Antoku cùng mẹ và bà ngoại nhảy xuống biển tự vẫn, lúc đó ông chỉ mới 7 tuổi. Theo Heike Monogatari, mẹ của Thiên hoàng Antoku được cứu sống nhưng thanh gươm báu của hoàng gia bị mất vĩnh viễn và không thể tìm lại được
Qua đời lúc còn quá bé, Thiên hoàng Antoku không có con thừa kế. Thân vương Takahira, em trai của Thiên hoàng Antoku mà họ Minamoto vừa lập trong Chiến tranh Genpei (1180 - 1185) với hiệu là Thiên hoàng Go-Toba, vẫn tiếp tục giữ ngôi Thiên hoàng Nhật Bản.

### Kugyō
- Nhiếp chính: Konoe Motomichi, 1160–1233.
- Udaijin
- Nội đại thần, Taira Munemori, 1147–1185.
- Dainagon

### Niên hiệu
- Jishō (1177–1181)
- Yōwa (1181–1182)
- Juei (1182–1184)
- Genryaku (1184–1185)
- Bunji (1185–1190)